# Torrelobatón
Torrelobatón – gmina w Hiszpanii, w prowincji Valladolid, w Kastylii i León, o powierzchni 66,09 km². W 2011 roku gmina liczyła 497 mieszkańców.